# تيست درايف أوف-رود
تيست درايف أوف-رود (بالإنجليزية: Test Drive Off-Road)‏ ، هي لعبة فيديو إلكترونية من نوع سباق السيارات ، أنتجت عام 1997م ، وتعمل على نظامي بلاي ستيشن و ويندوز.

## وصلات خارجية
- Elite Systems page
- Accolade page
- Infogrames page
- Mobygames: Test Drive Off-Road